# Mort de Lamine Dieng
La mort de Lamine Dieng est une affaire judiciaire française de violence policière. Elle a pour origine la mort de Lamine Dieng par plaquage ventral dans un fourgon au cours de son interpellation, le 17 juin 2007 à Paris.
Après un premier non-lieu ordonné en 2014 et un appel de la famille, le pourvoi est rejeté par la Cour de cassation dix ans après les faits. La famille dépose un recours à la Cour européenne des droits de l'homme en 2017, à la suite duquel la France accepte trois ans plus tard de verser à l'amiable 145 000 euros moyennant un retrait du recours.

## Faits

### Déroulement
Le 17 juin 2007, dans le 20e arrondissement de Paris, rue de la Bidassoa, la police est appelée vers quatre heures du matin pour des cris dans l'hôtel Nadaud,. Lamine Dieng, un Franco-Sénégalais âgé de 25 ans, a violemment frappé une femme avec qui il partage pour la seconde fois une chambre à l'hôtel,. La police rapportera des fractures à la mandibule et au nez ainsi qu'une prescription de quatre semaines d'ITT.
Une fois sur place, huit policiers découvrent Lamine Dieng allongé dehors, par terre, entre deux voitures stationnées devant l'hôtel. Les policiers l'interpellent et cinq d'entre eux le maintiennent au sol, face contre terre. Ils le menottent dans le dos, sanglent ses pieds et passent son bras droit par-dessus son épaule. Dieng est ensuite porté dans le fourgon, toujours face contre sol. Dedans, il subit un plaquage ventral pendant trente minutes, maintenu au sol par le poids de quatre policiers aux épaules, soit 300 kg, à la poitrine et aux jambes. Un policier remarque qu'il est inanimé : les pompiers sont contactés puis son décès est constaté au commissariat à 5 h 15.
La famille de Lamine Dieng n'apprend son décès que le 18 juin à 17 h 30 par téléphone. Ils doivent attendre le lendemain pour voir son corps, mais n'ont accès qu'à son visage tuméfié. La levée du corps est effectuée le 25 juillet ; Lamine Dieng est enterré deux jours plus tard au Sénégal.

### Désaccords entre la police et la famille Dieng
D'après la version policière, Lamine Dieng, qui aurait eu une « très grande excitation, alliée à [sa] corpulence athlétique », « refusait d'obtempérer » aux policiers, qui auraient donc été « contraints de [le] maîtriser ». Dans le fourgon, il aurait perdu « soudainement connaissance » « quelques minutes » après y avoir été placé. Les policiers l'auraient alors placé sur le dos, et tenté bouche-à-bouche et massage cardiaque.
La police affirme avoir retrouvé du cannabis et des traces de cocaïne dans la chambre d'hôtel de Lamine Dieng et qu'il était au moment des faits sous l'emprise de cocaïne et de cannabis, pourtant sa famille réfute toute consommation de drogue dure, ainsi que tout problème de santé,. La police indique aussi que si son identification a été lente, c'est qu'elle n'avait aucune pièce d'identité. C'est impossible pour l'avocat des Dieng, car d'après lui « la police du quartier connaissait » Lamine Dieng avant son décès.

## Enquête
Le 22 juin 2007, l'avocat de la famille de Lamine Dieng porte plainte contre X pour « administration de coups mortels » et « non-assistance à personne en péril ». La famille se constitue partie civile.

### Premières autopsies
Une première expertise médico-légale réalisée par la police des police conclut à un décès par « mort naturelle » « due à une cause toxicologique par prise importante de produits stupéfiants », comprendre une overdose. Elle indique que le corps « n'a pas […] de trace de coups » et que donc « aucun élément » ne peut « mettre en cause la responsabilité des fonctionnaires » de police. Par conséquent, la nomination d'un juge d'instruction, demandée par la famille, est refusée par le procureur de la République. Il juge l'affaire bouclée par cette autopsie.
Cependant, la plainte contre X permet l'ouverture d'une instruction judiciaire par le doyen des juges d'instruction le 10 juillet,. Deux jours plus tard, après avoir rencontré l'avocat de la famille, le juge d'instruction chargé de l'affaire ordonne une contre-autopsie. Elle est réalisée le 16 juillet à l'institut médico-légal de Paris. Elle rapporte que « la mort est la conséquence d'une asphyxie rapide, due à une régurgitation alimentaire, accélérée par des troubles respiratoires liés à la prise de produits stupéfiants et à l'appui facial du défunt contre le sol ». Elle affirme une mort par « asphyxie mécanique », « due à l'appui de la face contre le sol maintenue au niveau crânien ».
Saisie par la députée Christiane Taubira, la Commission nationale de déontologie de la sécurité considère que l'immobilisation a été effectuée « d'une manière peu académique ».

### Expertise de 2010
En 2010, une nouvelle expertise définit « l'appui de la face contre le sol » comme la cause de l'asphyxie mécanique qui a provoqué la mort de Lamine Dieng. « L'absorption de cocaïne et de cannabis à forte dose » n'est plus que considérée comme un facteur aggravant. En réaction, le juge d'instruction place les policiers présents lors des faits sous le statut de témoin assisté, afin de définir s'il y a eu un usage disproportionné de la force.
L'année suivante, une confrontation et une reconstitution sont organisées dans le bureau du juge, en dépit d'une reconstitution sur les lieux des faits demandée par la famille,.

## Jugement
La chambre d'instruction de Paris ordonne un non-lieu en juin 2014. Il est confirmé un an plus tard en cour d'appel, après un recours de la famille. La Cour de cassation fait de même le 28 juin 2017 et classe l'affaire sans suite, estimant la décision de la cour d'appel « régulière ». Elle indique également que « l'usage de [la] force a toujours été raisonné et proportionné » « pour maîtriser Lamine Dieng, compte tenu de son agressivité et de son état d'agitation ». Pour elle, la « cause certaine de la mort de Lamine Dieng n'est pas établie ». Elle déboute l'accusation de non assistance à personne en péril, expliquant que les agents auraient « immédiatement porté secours » après avoir constaté l'arrêt cardiaque de Dieng.
La famille Dieng est condamnée à verser une compensation aux huit policiers accusés, pour un total de 2 000 euros.
Tous les recours judiciaires ayant été épuisés en France, la famille saisit la Cour européenne des droits de l'homme en décembre 2017, qui aboutit à un accord à l'amiable trois ans plus tard.

## Réactions
La famille de Lamine Dieng considère cet acte de violence policière, comme un « homicide barbare commis en bande organisée ».
Rachida Brahim, doctorante et chercheuse sur les crimes racistes en France,, considère qu'il y a du racisme dans l'affaire judiciaire : la poursuite pour « usage de stupéfiants » lancée à l'encontre de Lamine Dieng après son décès serait une « criminalisation des victimes » classique aux affaires de violences policières : « C'est votre faute parce que vous êtes noir(e) ou arabe. » Elle met ainsi en relation cette poursuite avec les soupçons de détournement de fonds publics autour la famille de Théo L. en 2017.

### Réactions à l'enquête et jugement
Un rapport d'Amnesty International paru en 2011 accuse cinq enquêtes judiciaires françaises sur des violences policières de partialité. Celle concernant la mort de Lamine Dieng en fait partie. Les policiers, en n'ayant reçu aucune poursuite disciplinaire et en ayant gardé leurs fonctions, alors que « les familles sont toujours en attente d'un procès », bénéficieraient d'une « impunité » « extrêmement préoccupan[te] ».
Après le dernier des classements sans suite, en 2017, Ramata Dieng, sœur de Lamine, explique s'être attendue à ce jugement : « Quand on regarde l'historique des autres affaires, cela finit toujours comme ça. [...] Dès lors qu'on est confronté au corps policier, on est face à l'État qui ne se condamnera pas lui-même. » Le collectif Vies volées, qui regroupe plusieurs familles de victimes de violences policières, accuse une justice qui « fait traîner les affaires pendant dix ans » pour « faire illusion auprès d'Amnesty International et de l'Acat [Action des chrétiens pour l'abolition de la torture] ».

### Technique du plaquage ventral
La mort de Lamine Dieng relance la critique sur le plaquage ventral, une technique d'immobilisation controversée utilisée par la police française. En 2007, la Cour européenne des droits de l'homme condamne la France après la mort de Mohamed Saoud neuf ans plus tôt, victime d'un plaquage. Sans toutefois prendre une « position [...] arrêtée », elle critique la méthode, « identifiée par la pratique internationale comme hautement dangereuse pour la victime »,. En effet, le plaquage ventral est devenu interdit à Los Angeles en 1980, en Suisse en 2001 et en Belgique en 2005.
Les collectifs Vérité et justice pour Lamine Dieng et Vies volées demandent l'interdiction de cette pratique. Faisant référence à plusieurs cas de violence policière, dont la mort de Lamine Dieng, Amnesty International demande dans un rapport l'interdiction de pratiques d'immobilisation qu'elle juge « dangereuses ». Elle remet aussi en cause la formation des policiers sur les droits humains.
Le nom de Lamine Dieng ressort après d'autres décès dus à des plaquages ventraux, comme celui d'Adama Traoré en 2016 ou de Cédric Chouviat en 2020, qui ont eux aussi alimenté la controverse,.

## Mobilisation de la famille Dieng

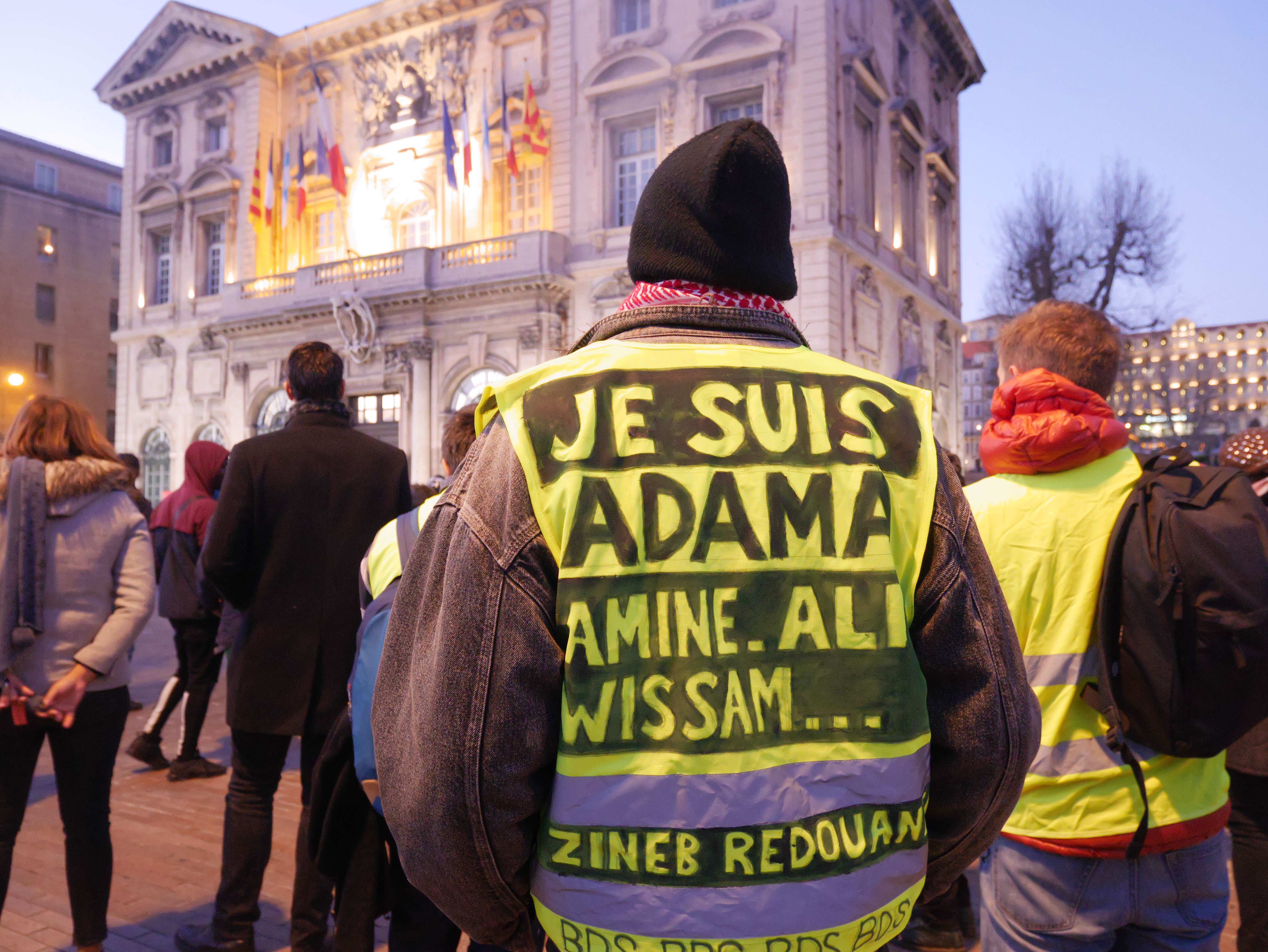
Je suis Adama [Traoré], Lamine, Ali [Ziri], Wissam [El Yamni]... Gilet jaune marseillais un mois après la mort de Zineb Redouane, en 2019.

### Premiers rassemblements
Sept jours après le décès de Lamine Dieng, une marche blanche réunit plusieurs centaines de personnes dans le 20e arrondissement de Paris, où est domiciliée sa famille. Cette dernière, réunie au sein du comité de soutien nouvellement constitué Vérité et justice pour Lamine Dieng, organise une deuxième mobilisation quinze jours après, le 6 juillet. Les participants, des associatifs locaux, des militants encartés à gauche, des anarchistes et des habitants du quartier, au nombre de trois cents, sont menés par la sœur de Lamine, Ramata Dieng. Ils demandent « justice », « vérité », « respect » et « dignité ».
Une fois la manifestation dispersée, un affrontement éclate entre la police et plusieurs jeunes (« des dizaines » d'après Le Monde),. Deux ou trois policiers sont légèrement blessés. Dans le week-end qui suit, un véhicule de police en patrouille est incendié rue Sorbier. Les fautifs sont désavoués par les Dieng.

### Collectif Vies volées
Ramata Dieng est la figure des mobilisations pour la défense de son frère. En plus de cette affaire, elle est active dans d'autres mobilisations contre les violences policières,,. Elle rejoint ainsi les familles d'Amine Bentounsi et d'Adama Traoré. En 2010, elle fonde le collectif Vies volées, dont elle est porte-parole. Il regroupe les différents comités « Vérité et justice » créés par chaque famille après des faits de violence policière, dont le comité pour Lamine Dieng,.
Vies volées organise chaque année à la mi-juin une marche pour commémorer la mort de Lamine Dieng et réclamer « justice ». Les familles d'autres victimes de violence policière (Babacar Gueye, Liu Shaoyao, etc.) participent aux manifestations,. Elles rassemblent plusieurs centaines de personnes,,. Des concerts d'hommage sont parfois organisés en fin de marche,. Vies volées milite aussi pour la création d'un organisme indépendant chargé d'enquêter sur les violences policières, l'interdiction de techniques d'immobilisation comme le plaquage ventral ou la clé d'étranglement et pour un contrôle de l'action de la police dans les quartiers.
En 2018, le collectif afrocentriste Cases rebelles réalise Dire à Lamine, un documentaire « témoignage » sur la mobilisation liée à l'affaire Lamine Dieng. Y témoignent sa famille et plusieurs autres militants. Une première version est diffusée en 2017, en ouverture d'une journée de commémoration des dix ans de sa mort.

### Requête à la CEDH
En décembre 2017, la famille Dieng dépose une requête à la Cour européenne des droits de l'homme pour atteinte au droit à la vie et traitements inhumains ou dégradants lors de son interpellation. Ce recours est retiré le 14 mai 2020 après un accord amiable entre les parties. La France acceptant de verser un règlement de 145 000 euros à la famille au titre du dommage matériel et moral,.
Un rassemblement est organisé à Paris le 20 juin 2020 avec les familles d'Adama Traoré, Wissam el-Yamni, Babacar Gueye, Liu Shaoyao et Gaye Camara pour commémorer Lamine Dieng et manifester contre les violences policières. Ramata Dieng déclare que l'accord constituerait pour la France « un aveu de culpabilité, personne, encore moins un État n'accepte de payer sauf s'il est coupable ». L'AFP décompte un millier de personnes,.